# المقتطف

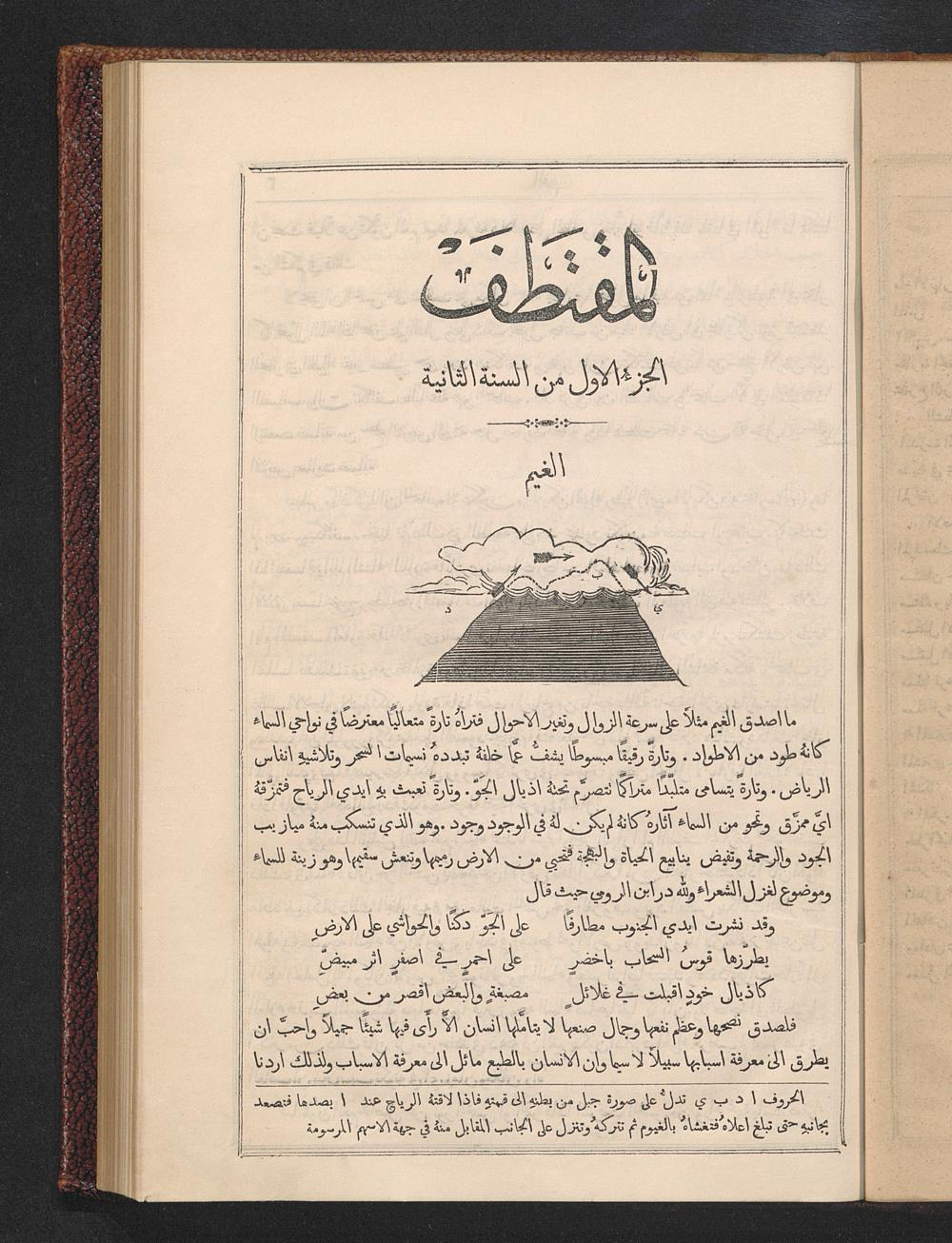
المقتطف

المقتطف مجله‌ای علمی و فرهنگی به زبان عربی بود که از سال ۱۸۷۶ در بیروت و از سال ۱۸۸۵ در قاهره منتشر می‌شد. بنیان‌گذاران آن یعقوب صروف و فارس نمر بودند. این مجله تا سال ۱۹۵۲ منتشر شد.
این مجله با انتشار مطالب علمی نقش زیادی در آگاهی مردم عرب‌زبان از دستاوردهای کشورهای دیگر جهان داشت. برخی نویسندگان عرب آن را پل بین شرق و غرب خوانده‌اند.